# Egon Wamers
Egon Wamers (* 4. Januar 1952 in Anrath) ist ein deutscher Frühmittelalter-Archäologe.

## Leben
Egon Wamers studierte Ur- und Frühgeschichte, Philosophie, Skandinavistik und Soziologie in Aachen und Münster und wurde 1979 mit der Dissertation Insularer Metallschmuck in wikingerzeitlichen Gräbern Nordeuropas promoviert. Nach wissenschaftlichen Tätigkeiten am Römisch-Germanischen Museum Köln, am Westfälischen Museum für Archäologie Münster sowie in der Bodendenkmalpflege Köln war er ab 1981 Kustos für Frühmittelalterarchäologie am Frankfurter Museum für Vor- und Frühgeschichte. Seit 2002 war er Leitender Direktor des seitdem Archäologisches Museum Frankfurt genannten Museums und wurde Ende Juni 2017 in den Ruhestand verabschiedet. Nach Lehraufträgen an den Universitäten Marburg, Frankfurt, Århus und Kopenhagen wurde Wamers 2004 zum Honorarprofessor für Vor- und Frühgeschichte an der Universität Frankfurt ernannt.
Wamers kuratierte in Frankfurt zahlreiche Ausstellungen zum europäischen Frühmittelalter, war im wissenschaftlichen Beirat überregionaler Ausstellungen tätig und an mehreren internationalen Forschungsprojekten beteiligt. Schwerpunkte seiner Forschung sind die Archäologie und Kulturgeschichte der Karolingerzeit und der Wikingerzeit, die Frühgeschichte des Rhein-Main-Gebietes sowie Schatzkunst und Ikonographie des Frühmittelalters. Er initiierte und leitete ein mehrjähriges interdisziplinäres Forschungsprojekt zum Tassilo-Liutpirc-Kelch im Stift Kremsmünster, das 2019 abgeschlossen wurde. Wamers ist korrespondierendes Mitglied des Deutschen Archäologischen Instituts und Mitglied der Görres-Gesellschaft. 2006 wurde er zum Chevalier dans l’Ordre des Palmes Académiques ernannt.

## Schriften (Auswahl)
- mit Helmut Roth: Hessen im Frühmittelalter. Archäologie und Kunst. Thorbecke, Sigmaringen 1984, ISBN 3-7995-4017-2.
- Insularer Metallschmuck in wikingerzeitlichen Gräbern Nordeuropas. Untersuchungen zur skandinavischen Westexpansion (= Untersuchungen aus dem Schleswig-Holsteinischen Landesmuseum für Vor- und Frühgeschichte in Schleswig, dem Landesamt für Vor- und Frühgeschichte von Schleswig-Holstein in Schleswig und dem Institut für Ur- und Frühgeschichte an der Universität Kiel. Band 56). Wachholtz, Neumünster 1985 (= Dissertation).
- Pyxides imaginatae. Zur Ikonographie und Funktion karolingischer Silberbecher. In: Germania. Band 69, 1991, S. 97–152.
- Die frühmittelalterlichen Lesefunde aus der Löhrstraße (Neubau Hilton 2) in Mainz (= Mainzer archäologische Schriften. 1, ISSN 1868-8195). Archäologische Denkmalpflege – Amt Mainz, Mainz 1994.
- König im Grenzland. Neue Analyse des Bootkammergrabes von Haiðaby. In: Acta Archaeologica. Band 65, 1994, ISSN 0065-101X, S. 1–56.
- mit Markus Grossbach: Die Judengasse in Frankfurt am Main. Ergebnisse der archäologischen Untersuchungen am Börneplatz. Thorbecke, Stuttgart 2000, ISBN 3-7995-2325-1.
- ... ok Dani gærði kristna ... Der große Jellingstein im Spiegel ottonischer Kunst. In: Frühmittelalterliche Studien. Band 34, 2000, S. 132–158, doi:10.1515/9783110242324.132.
- als Herausgeber mit Michael Brandt: Die Macht des Silbers. Karolingische Schätze im Norden. Schnell + Steiner, Regensburg 2005, ISBN 3-7954-1725-2.
- Salins Stil II auf christlichen Gegenständen. Zur Ikonographie merowingerzeitlicher Kunst im 7. Jahrhundert. In: Zeitschrift für Archäologie des Mittelalters. Band 36, 2008, ISSN 0340-0824, S. 33–72.
- Von Bären und Männern. Berserker, Bärenkämpfer und Bärenführer im frühen Mittelalter. In: Zeitschrift für Archäologie des Mittelalters. Band 37, 2009, S. 1–46.
- als Herausgeber mit Patrick Périn: Königinnen der Merowinger. Adelsgräber aus den Kirchen von Köln, Saint-Denis, Chelles und Frankfurt am Main. Schnell & Steiner, Regensburg 2012, ISBN 978-3-7954-2689-7.
- Tassilo III. von Baiern oder Karl der Große? Zur Ikonographie und Programmatik des sogenannten Tassilokelch-Stils. In: Hans Rudolf Sennhauser (Hrsg.): Wandel und Konstanz zwischen Bodensee und Lombardei zur Zeit Karls des Grossen. Kloster St. Johann in Müstair und Churrätien. Tagung 13.–16. Juni 2012 in Müstair (= Acta Müstair, Kloster St. Johann. 3). vdf – Hochschul-Verlag an der ETH Zürich, Zürich 2013, ISBN 978-3-7281-3583-4, S. 427–450.
- Locus amoenus. „Becher 19“ im Kontext der kontinentalen Kunst des 8. und 9. Jahrhunderts. In: Falko Daim, Kurt Gschwantler, Georg Plattner, Peter Stadler (Hrsg.): Der Goldschatz von Sânnicolau Mare (ungarisch: Nagyszentmiklós). = The Treasure of Sânnicolau Mare (Hungarian: Nagyszentmiklós) (= RGZM-Tagungen. 25). Verlag des Römisch-Germanischen Zentralmuseums, Mainz 2015, ISBN 978-3-88467-258-7, S. 71–120.
- Das bi-rituelle Kinderdoppelgrab der späten Merowingerzeit unter der Frankfurter Bartholomäuskirche („Dom“). Archäologische und naturwissenschaftliche Untersuchungen (= Franconofurd. 2 = Schriften des Archäologischen Museums Frankfurt. 22, 2). Archäologischen Museums Frankfurt, Frankfurt am Main 2015, ISBN 978-3-7954-2762-7.
- als Herausgeber: Bärenkult und Schamanenzauber. Rituale früher Jäger. Schnell & Steiner, Regensburg 2015, ISBN 978-3-7954-3082-5.
- in aula sacri palatii. Zum Rechtscharakter karolingischer Pfalzen. In: Egon Wamers (Hrsg.): 814 Karl der Große 2014. Archäologische und historische Beiträge zu Pfalzen, Herrschaft und Recht um 800 (= Schriften des Archäologischen Museums Frankfurt. 27). Schnell & Steiner, Regensburg 2016, ISBN 978-3-7954-2986-7, S. 69–88.
- Die Elfenbeinfragmente und andere Relikte aus der Einhardbasilika im Landschaftsmuseum Seligenstadt. In: Egon Wamers (Hrsg.): 814 Karl der Große 2014. Archäologische und historische Beiträge zu Pfalzen, Herrschaft und Recht um 800 (= Schriften des Archäologischen Museums Frankfurt. 27). Schnell & Steiner, Regensburg 2016, ISBN 978-3-7954-2986-7, S. 109–140.
- Warlords oder Vasallen? Zur Semiotik der merowingerzeitlichen Bootsbestattungen von Vendel und Valsgarde in Mittelschweden. In: Sebastian Brather, Claudia Merthen, Tobias Springer (Hrsg.): Warlords oder Amtsträger? Herausragende Bestattungen der späten Merowingerzeit. Beiträge der Tagung im Germanischen Nationalmuseum in Zusammenarbeit mit dem Institut für Archäologische Wissenschaften (IAW) der Albert-Ludwigs-Universität Freiburg, Abt. Frühgeschichtliche Archäologie und Archäologie des Mittelalters, 21.–23.10.2013 (= Wissenschaftliche Beibände zum Anzeiger des Germanischen Nationalmuseums. 41). Verlag des Germanischen Nationalmuseums, Nürnberg 2018, ISBN 978-3-936688-99-3, S. 212–237.
- Pelekyphoros – ein „Waräger“ aus Köln. In: Archäologisches Korrespondenzblatt. Band 48, 2018, S. 265–280.
- Odins Ahnen. Zum frühwikingerzeitlichen Maskenanhänger aus Tissø, Dänemark. In: Alfried Wieczorek, Klaus Wirth (Hrsg.): Von Hammaburg nach Herimundesheim. Festschrift für Ursula Koch (= Publikationen der Reiss-Engelhorn-Museen. 85 = Mannheimer Geschichtsblätter. Sonderveröffentlichung. 11). Verlag Regionalkultur, Heidelberg u. a. 2018, ISBN 978-3-95505-106-8, S. 281–290.
- Kaftan, Straffhaar und Stab. Ein Goldblechfiguren-Motiv und die Bilderwelt Europas im 6.–9. Jahrhundert. In: Alexandra Pesch, Michaela Helmbrecht (Hrsg.): Gold foil figures in focus. A Scandinavian find group and related objects and images from ancient and medieval Europe. Papers from an international and interdisciplinary workshop organized by the Centre for Baltic and Scandinavian Archaeology (ZBSA) in Schleswig, Schloss Gottorf, October 23rd−25th 2017 (= Advanced Studies in Ancient Iconography. 1 = Schriften des Museums für Archäologie Schloss Gottorf. Ergänzungsreihe. 14). Dr. Friedrich Pfeil, München 2019, ISBN 978-3-89937-249-6, S. 313–338.
- als Herausgeber: Der Tassilo-Liutpirc-Kelch im Stift Kremsmünster. Geschichte, Archäologie, Kunst (= Schriften des Archäologischen Museums Frankfurt. 32). Schnell + Steiner, Regensburg 2019, ISBN 978-3-7954-3187-7.